# NK Hajduk Radovčići
Nogometni klub Hajduk (NK Hajduk; Hajduk; Hajduk Radovčići) je bivši nogometni klub iz Radovčića, općina Konavle, Dubrovačko-neretvanska županija.

## O klubu
Klub je osnovan 1. srpnja 1976. godine. Utakmice je igrao na igralištima "Jadrana" iz Ljute ili "Juga" iz Komaja. Od 1976. do 1991. klub se natjecao u Općinskoj nogometnoj ligi Dubrovnik (povremeno zvaoj i Konavoska liga ili Prvenstvo ONS Dubrovnik - skupina Konavle), koju osvaja u sezoni 1981./82. U Domovinskom ratu su Radovčići razrušeni, a klub ne djeluje. Poslije rata klub se ponovno aktivira. Od sezone 1998./99. se natječe u 2. ŽNL Dubrovačko-neretvanskoj (tada zvanoj i kao Peta hrvatska liga - Jug (Konavle-Pelješac-Korčula-Lastovo)), koju osvaja u sezoni 1999./2000. Početkom 2000.-ih zbog manjka financija, i osipanja igrača radi smanjenja stanovništva, klub se gasi. 

Usporedno je djelovala i malonogometna momčad koja je nastupala po turnirima i lokalnim ligama, te je nastavila postojati i nakon gašenja nogometnog kluba. Malonogometni klub je službeno registriran 2010. godine te se natječe u 1. županijskoj ligi Dubrovačko-neretvanskoj - Istok.

## Unutrašnje poveznice
- Radovčići
- MNK Hajduk Radovčići

## Vanjske poveznice
- hajduk-radovcici.weebly.com